# Shah Alam
Shah Alam è una città di 740 000 abitanti della Malaysia, capitale dello stato di Selangor.
È situata nel distretto di Petaling e in una piccola parte del confinante distretto di Klang. Sostituì Kuala Lumpur come città capoluogo dello stato di Selangor nel 1978, a seguito dell'incorporazione di Kuala Lumpur nel Territorio federale della Malesia nel 1974. Shah Alam fu la prima città di fondazione in Malesia dopo l'indipendenza dalla Gran Bretagna nel 1957.